# 松平輝充
松平 輝充（まつだいら てるみち）は、江戸時代後期の上野高崎藩主。高崎藩大河内松平家9代。

## 生涯
美濃高富藩主本庄道昌の五男。松平輝徳の養子として、高崎藩に入る。
弘化3年（1846年）9月23日、家督を養子の輝聴に譲って隠居した。隠居後は方丘と号した。文久2年（1862年）に41歳で死去した。

## 系譜
父母
- 本庄道昌（実父）
- 朝倉氏（実母） - 側室
- 松平輝徳（養父）

側室
- 岡本氏

子女
- 娘、生母は岡本氏

養子
- 松平輝聴 - 松平正敬の四男